# 麻辣鮮師角色列表
麻辣鮮師角色列表是台灣戲劇《麻辣鮮師》（包含電影《王牌教師 麻辣出擊》）全部登場人物的概覽。戲劇《麻辣高校生》及《智勝鮮師》皆有共同角色的詳述。

## 特色
- 本劇學生共有五代，製作單位為了維持新鮮感，在每代學生演完一年後，都會安排學生畢業，然後讓新一代登場；而在2003年6月改名為《新麻辣鮮師》時，為了在劇中加進新元素，特別在新學年（第五代）之前加入一段〈暑期特別輔導班〉（第四代）的劇情，因為是暑期班，所以只演三個月；第五代因中途腰斬，只播了四個多月就結束。
- 除了有兩位教職員（徐磊、黃中興）貫穿全劇外，學生陸小曼橫跨一、二、三、五代。陸小曼在第二、三代時以留級的方式繼續演出。第四代起則買下學校福利社當老闆，但在第四代時留在光啟高中經營福利社，因此未登場，直到第五代調職到徐磊、黃中興任職的新學校才再度登場。電影版為體育老師。

## 主要角色
| 演員                               | 角色           | 職位                                                         | 角色介紹 | 備註               |
| 謝祖武 /林韋君第一代时（身體互換） | 徐 磊 （磊哥） | 國文、體育老師，也擔任過英文老師                             | 本劇主角，學生常稱他為磊哥，外號麻辣教師。 五代學生共同班導師，不設隔閡的性格容易與學生打好關係，設身處地為學生著想的態度也讓問題學生一一改過向善，是全校最受學生愛戴的老師之一。跳脫傳統的行事風格在一開始飽受其他老師的非議，直到一陣子過後，因為學生們的轉變並轉而認同他。 第一代时，跟于盼盼身体互换。使他们误会他和盼盼拥有暧昧关系。 前二代與童雅容為情侶關係。自初見面就有意追求她，直到經歷許多事後才開始交往。但雅容在第二代時為學習特殊教育而遠赴美國後，兩人從此分隔兩地。到最後雅容與他分手，徐磊在幾番苦痛後選擇祝福。 過去曾混過幫派，為「卑鄙幫」創會元老，在幫派份子眼中為前輩級的人物。 長期有便秘的問題，經濟狀況拮据，主食是泡麵和罐頭，以便宜的輕型機車代步。 戴義周的大學同學。 第三代結束後偷偷跟著黃中興調職到同一所新學校，並在第四代初期當臥底學生。 | 香港配音員：何偉誠 |
| 葉民志                             | 黃中興         | 第一代～第三代為教務主任 第四代升為臨時校長 第五代升為校長   | 性格嚴厲，對犯錯學生的處置毫不留情。一開始並不喜歡特立獨行的徐磊，但之後慢慢和徐磊成為損友般的關係。 第一代～第二代是萬人美男友。第三代後期與萬人美結為夫婦。 第三代結束後調職到新學校，原以為能擺脫損友，但沒想到徐磊竟也跟著調職到同一所學校。 | 香港配音員：李家輝 |
| 杜詩梅                             | 陸小曼         | 第一代～第三代為學生 第四代成為福利社老闆 詳見上方特色第二點 | 就讀徐磊擔任班導師的資處三丙，體態豐滿的女學生。正義感強，樂心助人，喜歡幫助其他有困難的同學，其極佳的人緣也讓她時常成為學生群的中心人物。 後因成績不理想被學校兩度留級，延續成為第二代與第三代學生的成員之一，是與徐磊相處最久的學生。 畢業後因捨不得離開校園，而買下學校福利社的經營權，但留在光啟高中經營福利社，因此第四代時期未登場，第五代時被校董會調職到徐磊、黃中興任職的新學校才再度登場，並轉為經營該校的福利社。 電影版升為體育老師。 |                    |

## 教職員工

### 主要
| 演員       | 角色              | 職位                                                         | 登場時期                  | 角色介紹 | 備註                                                                                 |
| 謝祖武     | 徐 磊 （磊哥）    | 國文、體育老師，也擔任過英文老師                             | 貫穿全劇                  | 詳見主要角色 | 香港配音員：何偉誠                                                                   |
| 葉民志     | 黃中興            | 第一代～第三代為教務主任 第四代升為臨時校長 第五代升為校長   | 貫穿全劇                  | 詳見主要角色 | 香港配音員：李家輝                                                                   |
| 郭昱晴     | 萬人美            | 初期為家政與級任老師 後期為英文及歷史老師                    | 第一代～第三代            | 一開始思想比較古板，難以接受新世代學生的觀念作風；但之後受了徐磊的影響，漸漸改變自己的觀念並且和學生打成一片。 由於保守的風格與嚴厲的黃中興在看待事情的角度非常像似，所以在對待徐磊的態度時常一致，兩人的關係也越走越近。到第三代後期(129集)與黃中興結為夫婦，並在婚後辭去教職，當家庭主婦。 陳浩之的阿姨。 | 香港配音員：周文瑛                                                                   |
| 杜詩梅     | 陸小曼            | 第一代～第三代為學生 第四代成為福利社老闆 詳見上方特色第二點 | 第一代～第三代、第五代    | 詳見主要角色 |                                                                                      |
| 賈欣惠     | 童雅容            | 國文老師                                                     | 第一代～第二代 第三代客串 | 性格平易近人的女老師，樂心的幫助每一位有困難的學生。 徐磊的追求對象。一開始對徐磊並無好感，兩人也經常鬥嘴，但為了學生還是願意協助他。之後對徐磊獨特的教育方式感到新奇而使兩人漸漸走在一起。 童雅芬的雙胞胎姊姊。 第75集因去美國學特殊教育而離開學校。雖與徐磊還保持書信上的往來，到最後卻寄來與別人結婚的訊息，兩人的戀情也正式結束。 在第三代時因學校放假飛回台灣，向徐磊坦承是因為自己想專注於念特殊教育學系論文書，才欺騙徐磊自己要和別人共結連理，其實自己還愛著他。最終成為友達以上，戀人未滿的朋友。 | 香港配音員：鄧潔麗                                                                   |
| 乾德門     | 趙得標 （老趙）   | 校工                                                         | 第一代～第二代            | 總是神出鬼沒，教務主任黃中興最常被他獨特的登場方式嚇到。 有時會賣東西給學生。 有時亦會在師生衝突時擔任調解的角色。 因為是國民黨老兵，而非常敬重先總統蔣公，部分橋段可見到老趙穿著德式國軍軍服。 長期有便秘的問題。 92集時徐磊口白提到其中了樂透，辭職不幹，到夏威夷當島主。 |                                                                                      |
| 陳俐蓁     | 米馨亞 （Miss米） | 護士                                                         | 第二代                    | 遭到小曼說勿忘我的英文：咪施蜜/Miss me。 對徐磊有好感。 | 當時以本名陳若芝演出。                                                               |
| 胡晴雯     | 胡亞雯            | 地理老師                                                     | 第三代                    | 第三代時新來的老師。 對徐磊有好感。 戴義周喜歡的對象。 後來去國外。 |                                                                                      |
| 明金成     | 戴義周 （代一週） | 原為代理校長，後為駐校督學                                   | 第三代 第五代客串         | 第120集初登場，由校董會指派代理一星期的校長職位。而名字正好能諧音為「代一週」，而被學校師生取此綽號。 徐磊的大學同學，當年被他所害而被迫轉學到偏遠大學，卻也就此磨練出強大的意志，所以視徐磊為精神導師。 極度重視學生品質，在當任代理校長期間推動非常極端的教育方針，例如將體育、音樂、美術等實技型的上課內容強制替換為教授理論型的知識。將自己的教育理論稱為「品管論」，認為學校要如同工廠一樣嚴格剃除不適任的員工（老師）與不良的產品（學生）。 一開始弄得全校師生怨聲載道，後來由徐磊說服他回復原樣，認知理論與實際的差異，最終放棄了自己的偏激理論。 代裡期滿後離開學校，卻誓言要為胡亞雯老師回來，結果不久後真的被校董會改委任為駐校督學而再度來到學校。 第三代結束後留在光啟高中續任督學，第五代時被校董會委託到徐磊、黃中興任職的新學校視察。 |                                                                                      |
| 徐敏       | 黃 蓉             | 原為老師，後為教官                                           | 第三代                    | 號稱「鐵腕教師」的鐵血女教官，個性一絲不苟。 對徐磊有好感。 | 徐敏曾在第一代客串邱懷毓一角。                                                       |
| 後藤希美子 | 祁 玲             | 校長                                                         | 第三代                    | 第三代中期接替趙晉娟成為新任校長。 對徐磊有好感 戴義周第二個喜歡的對象。 | 後藤希美子曾在第一代客串後藤希美子 一角。 後藤希美子在第二代分飾趙旻萱 (格格) 一角。 |
| 和家馨     | 何芬芳            | 心輔室老師兼校長秘書                                         | 第四代～第五代            | |                                                                                      |
| 周幼婷     | 周寧寧            | 老師                                                         | 第四代                    | |                                                                                      |
| 蔡淑臻     | 方可人            | 老師                                                         | 第五代                    | |                                                                                      |
| 張德鑫     | 大衛王            | 福利社職員                                                   | 第五代                    | 陸小曼的助理。 很會變魔術。 |                                                                                      |
| 金剛       | 錢信樵 （金剛）   | 第三代為學生 電影版為老師                                    | 電影版                    | |                                                                                      |
| 林埈永     | 韓家寶 （太保）   | 第四代為學生 電影版為老師                                    | 電影版                    | |                                                                                      |

### 其他
| 演員   | 角色   | 職位                                 | 登場時期       | 角色介紹 | 備註                                                 |
| 曾 晴  | 趙晉娟 | 校 長                                | 第一代         | 初代校長，不顧教務主任黃中興的反對而決定任用徐磊成為新任教師，角色定位相似於GTO裡面任用鬼塚英吉的理事長。 之後原因不明的只登場幾集後便不再出現，轉而隱身在幕後指示黃中興處理學校事務，後來劇情安排黃中興以對白交代趙晉娟擔任校長至第三代中期便退休，校長職位由祁玲接任。 |                                                      |
| 郭靜純 | 馬靜   | 代課老師                             | 第一代         | |                                                      |
| 彥 慶  | 郭永元 | 數學老師                             | 第一代         | |                                                      |
| 曾柏   | 曾老師 | 老 師                                | 第一代～第二代 | |                                                      |
| 莊豪昌 | 張老師 | 數學老師                             | 第一代～第二代 | |                                                      |
| 彥 慶  | 吳老師 | 老 師                                | 第一代         | |                                                      |
| 魏文良 | 王尚革 | 老 師                                | 第一代         | 崇尚菁英教育，教育理念非常偏激。 原本在光啟高中任教，15年前與黃中興競逐教務主任的職位，但因教育理念太過偏激，不被校董會認同而敗給黃中興。 王尚革心生不滿，憤而離開到別處任教，並在新學校實施自己所崇尚的菁英教育。 15年後，王尚革認為自己的教育理念非常成功，於是在自己的學生中選出幾位代表，帶著他們到光啟高中舉辦教學觀摩評鑑，目的是要炫耀自己的教學成果並當成對黃中興的報復。然而，他卻在過程中發現自己的學生們在菁英教育的影響下變得自私自利、不擇手段，此時終於領悟到自己的教育理念是錯誤的，最後大徹大悟並改變自己的教育方式。 | 在第三代分別客串飾演許安倫的父親及黑道老大黑先生一角 |
| 黃嘉千 | 黃芊芊 | 音樂老師                             | 第一代         | |                                                      |
| 王再得 | 郭天文 | 老 師                                | 第一代         | 被學生誤以為是外星人。 |                                                      |
| 李祖寧 | 李祖寧 | 因童雅容請假而幫童雅容代課的代課老師 | 第一代         | |                                                      |
| 巧克力 | 巧克力 | 外籍老師                             | 第一代         | 同時擔任某電台的主持人。 |                                                      |
| 黃若白 | 余政聲 | 校 董                                | 第一代～第二代 | 光啟高中創辦人之一。 余來福的父親。 |                                                      |
| 管謹宗 | 余來福 | 校 董                                | 第一代         | 余政聲的兒子。 曾經為了籌錢解決自身債務問題，決定停止學校營運，以便賣掉學校的土地，但被父親阻止。 |                                                      |
| 楊 淇  | 鐵若男 | 老師                                 | 第二代         | 以「鐵的紀律」為其教育方式，造成學生反彈。 因過去自責沒把學生教好，所以對學生課業非常嚴苛，後來過去的學生道歉，才讓鐵若男改好。 |                                                      |
| 傑 夫  | 傑 夫  | 外籍老師                             | 第二代         | 帶領數名美國學生來光啟高中進行交流。 認識童雅容。 |                                                      |
| 苗子傑 | 吳根發 | 老 師                                | 第二代         | 曾喜歡過萬人美 (因小時候從籃球架上摔下來造成頭腦異常，後來被他朋友以催眠術治好)。 |                                                      |
| 梁漢文 | 梁漢文 | 老 師                                | 第二代         | 電腦高手。 前來幫助想成為電玩選手的柯志明 (蝌蚪) 補習。 |                                                      |
| 管謹宗 | 趙校董 | 校 董                                | 第三代         | 趙旻萱 (格格) 的父親。 因徐磊遭格格表妹小彤陷害而被停職，被格格說服讓徐磊回學校。 |                                                      |
| 唐 川  | 葉校董 | 校 董                                | 第三代         | 光啟高中創辦人之一。 葉小彤的父親。 |                                                      |
| 陳 鴻  | 陳鴻   | 老 師                                | 第三代         | 烹飪三甲班導師。 後來跟郝得烈進行料理對決。 |                                                      |
| 何妤玟 | 何佩雯 | 英文老師                             | 第三代         | 曾因寬鬆的教學方式而遭到學生霸凌。 |                                                      |
| 周俊三 | 周俊三 | 籃球教練兼校工                       | 第四代         | 韓家寶 (太保) 的父親。 前籃球隊隊員。 林裕書、熊仁正的隊友。 |                                                      |
| －     | 老 陳  | 校 工                                | 第四代～第五代 | 徐磊與黃中興被調職過去的新學校裡的校工。 小陳的父親。 |                                                      |
| －     | 小 陳  | 校工 (代班)                          | 第四代         | 老陳的兒子，老陳生病期間暫代父親的職務。 |                                                      |
| 九孔   |        | 校 長                                | 電影版         | 亦客串第一代偷渡客。 |                                                      |

## 學生

### 第一代
- 班級：資處三丙（資料處理科三年丙班）
- 登場集數：《麻辣鮮師》1～62集
- 播出日期：2000年7月1日 - 2001年9月1日

#### 主要
| 演員                               | 角色                | 角色介紹 | 登場集數      | 備註 |
| 言承旭                             | 洪明龍 （暴龍）     | 不良少年。 曾與朱建橋、莊薇馨一同設計陷害徐磊，但在被不良分子找碴時受徐磊幫助，轉而開始崇拜他，稱他為大哥。 初期是鍾佳梅男友。 第39集隨家人移民加拿大。 陳家寶、林龍在加拿大的高中同學。 | 1-17,21-39    | 初期以本名廖洋震演出。 |
| 林祖恩                             | 周定遙 （龐德）     | 性格熱血方剛，非常敬愛已經過世的父親，只要有人出言汙辱便立刻翻臉。 父親原來自一個富裕的家庭，但因為愛上周定遙的母親，不惜斷絕與自己爸爸(也就是周定遙的爺爺)的關係，最後為了賺錢而過勞致死。 初期是馮筱媛男友，後期是胡凱欣男友。 | 1-61          | |
| 王健                               | 朱建橋 （賭俠）     | 性格欺善怕惡。一開始與洪明龍、莊薇馨一同設計陷害徐磊，但在見識到徐磊的過去名聲後屈服於他。 陸小曼初任男友。 | 1-59          | |
| 胡凱欣                             | 胡凱欣              | 香港僑生，小學畢業後隨家人移居台灣。 家庭狀況不太富裕，所以父母沒有給她申請信用卡附卡，但為了要面子而偷偷拿父母的證件偷辦了一張。原本只是要裝門面而不打算使用，但一時衝動下還是使用了信用卡購物，結果導致家庭面臨信用危機。由於害怕俆磊通知父母而不敢向他求助，而想靠打工償還，但卻差點與來幫忙的鍾佳梅一起掉進不肖人士的陷阱。幸好俆磊趕來解救了她們，並在事後介紹安全的打工機會給她。 周定遙第二女友。 單浩南幼稚園至小學的同學。 | 1-62          | |
| 張清智                             | 林宗翰 （Yahoo）    | 是一名電腦高手，擅長電腦與各種電子產品，常運用他的才能作弄老師上。 在學成績名列前茅，據說具有能考上高中第一志願的實力，但他本人毫不在意。因為會幫其他同學在作弊而被推舉為班長，但時常不來學校。雖然教師們都清楚宗翰是許多惡作劇的始作俑者，但礙於沒有直接證據，加上他的資質放棄可惜，所以陷入兩難。 後來俆磊得知宗翰心儀馮筱媛的事實，藉由幫他傳話為條件進行交易，帶他體驗電腦以外的樂趣。 後來心儀于盼盼。 中期赴美國留學。          | 1-23          | |
| 陳立芹                             | 鍾佳梅 （布丁妹）   | 有些懦弱的少女。身材甚好且具才藝潛能，但受環境影響而缺乏主見也沒有自信，變成對馮筱媛唯命是從的跟班。後在俆磊等人的幫助下參加選美會，找回了一些信心。 性格善良且關心朋友，最早發現凱欣信用卡問題的人，並給予無償的援助。 初期是洪明龍女友。 中期轉學到別處，後期又轉回光啟高中。 | 2-15,35,55-62 | |
| 文汶                               | 馮筱媛 （月光仙子） | 故事初期的主要角色，第11集後便淡出劇情，劇情未交代去向。 外表與學業皆很完美的少女。 班上的風雲人物，深受其他人喜愛，但也因為養尊處優的社交地位而讓她的性格變得高傲。當同學們一一倒向徐磊後，她在班上的立場日漸孤立，最後由徐磊巧妙地化解他們之間的誤會與馮筱媛的心結。 母親為家長會長。 周定遙初任女友。 | 1-7,11        | 初期以本名張懷文(文紋)演出。 |
| 葉修汶                             | 莊薇馨 （小丸子）   | 故事初期的主要角色，第9集後便淡出劇情，劇情未交代去向。 看似孤獨的少女。 在一開始便引起徐磊的關心，卻與洪明龍、朱建橋一同設計陷害他。但在失敗後，反而開始親近徐磊。雖然徐磊因之前的陷害有些戒心，但本人表明自己只是想有個能說話的對象。 父母因工作繁忙而經常不在家，使她失去親情溫暖，才找上與父親年輕時相似的俆磊。後在俆磊幫助下回復。                                                                                            | 1-7,9         | |
| 李金鈴                             | 楊純菁              | 只在初期登場，第10集後便淡出劇情，劇情未交代去向。 一開始因作弊被抓到而企圖跳樓，後被徐磊拯救。 馮筱媛、胡凱欣等人的好友。 | 1,5,9-10      | |
| 杜詩梅                             | 陸小曼              | 第7集初登場。 馮筱媛、胡凱欣等人的好友。 朱建橋女友。 | 7-62          | |
| 林韋君 /謝祖武第一代时（身體互換） | 盼盼                | 第13集初登場。 康金寶的乾女兒。 因為自己是母親以人工受孕的方式生出來的，想要尋找生父，在Yahoo的協助下取得精子銀行的資料，但因資料年代久遠，記錄不準確，使盼盼一度誤以為康金寶就是自己的親生父親，後來查明是烏龍一場，最後認康金寶為乾爹。曾与徐磊身體互换，而被同学们误认暧昧关系。 | 13-19,21-62   | |
| 潘慧如                             | 林宜靜              | 第18集初登場。 孫佑威女友。 後期因為她外婆跑去讀高中，所以轉去她外婆的學校以就近照顧。 | 18-53         | |
| 朱孝天                             | 陳家寶              | 第27集轉進光啟高中。 于盼盼初任男友。 第40集赴加拿大留學。 洪明龍、林龍在加拿大的高中同學。 | 27-39,52      | 陳家寶在第39集結尾仍留在台灣，但在第40集突然消失，劇情卻無解釋缺席原因，直到第41集開頭才安排其他學生以對白交代已赴加拿大尋找暴龍並因此留下。 |
| 藍正龍                             | 藍星龍 （Blue）     | 第41集轉進光啟高中。 于盼盼新任男友。 後期離開學校到某電視台工作。 | 41-52         | |
| 林佑威                             | 孫佑威              | 第45集轉進光啟高中。 緊張時，臉會變得猙獰，雙手握拳，總會讓人誤以為在生氣。 林宜靜男友。 | 45-62         | 林佑威在第二代分飾姜宇倫 (駭客) 一角。 |
| 李威                               | 林龍 （Dino）       | 原本在加拿大留學，後來被父母安排回台灣念書，於第52集轉進光啟高中。 洪明龍、陳家寶在加拿大的高中同學。 第55集轉至電工科。 | 52-54         | |
| 高浩鈞                             | 陳德皓 （阿酷）     | 第55集初登場，但劇情以回憶畫面交代他是與孫佑威差不多同一時期轉進光啟高中。 只出現幾集就消失，劇情未交代去向。 | 55-57         | |
| 單祿陽                             | 單浩南              | 第59集轉進光啟高中。 香港僑生。 胡凱欣幼稚園至小學的同學。 | 59-62         | |

#### 其他
| 演員       | 角色              | 角色介紹 | 備註                                                                            |
| 郭 鑫      | 陳金鑽            | 曾吸食搖頭丸。 |                                                                                 |
| 柯慈輝     | 朱 牧             | 喜歡陸小曼。 空手道高手，總愛欺負賭俠。 | 本劇執行製作，在劇中客串了幾集。                                                |
| 謝子擎     | 王忍專            | 朱牧的跟班。 張偉娥男友。 曾吸食搖頭丸。 | 本劇道具師，在劇中客串了幾集。                                                  |
| 江泳錡     | 張偉娥            | 王忍專女友。 曾吸食搖頭丸。 | 當時以本名江蘭郁演出。                                                          |
| 陳顯貴     | 黃仲譽            | 曾吸食搖頭丸。 因被販毒集團利用而販賣搖頭丸給學校裡的同學們，後來在徐磊的勸導下悔悟並協助警方破獲販毒集團。 |                                                                                 |
| 陳曉峰     | 卜世仁 （不是人） | 資處二丙的學生。 喜歡研究外星人。 |                                                                                 |
| 陳宇風     | 李大衛            | 幼時隨家人移民美國，回台灣度假期間在光啟高中寄讀。 | 當時以本名陳騰龍演出                                                            |
| 歐定興     | －                | 遭霸凌的同學。 |                                                                                 |
| 廖其偉     | 曹智高            | 第7集登場，因親人工作緣故而轉來資處三丙的學生。 暗中散佈靈異謠言，並四處留下看似靈異現象的惡作劇，弄得整個學校風聲鶴唳。 自小沒有母親，父親忙於工作，而父親為了補償他而盡量滿足他的物質需求。然而物質生活上雖過得優渥，但缺乏親情的生活使他行為偏激，在每所待過的學校都在惡作劇。後來悔悟後決定先自力更生，暫時休學打工。 |                                                                                 |
| 傅亮鈞     | 江祖恩            | 校董之孫，天才兒童。 |                                                                                 |
| 周密       | 裴懿琳            | |                                                                                 |
| 徐 敏      | 邱懷毓            | | 徐敏在第三代正式演出黃蓉一角。                                                  |
| 王婷萱     | 宛君              | 在宜靜夢中外婆服藥後變回年輕的樣子 |                                                                                 |
| 後藤希美子 | 後藤希美子        | 日本交換生。 | 後藤希美子在第二代正式演出趙旻萱 (格格) 一角。 後藤希美子在第三代分飾祁玲一角。 |

### 第二代
- 班級：觀三甲（觀光科三年甲班）
- 登場集數：《麻辣鮮師》63～105集
- 播出日期：2001年9月1日 - 2002年6月22日

#### 主要
| 演員                | 角色             | 角色介紹 | 登場集數                   | 備註 |
| 杜詩梅              | 陸小曼           | 本學年度留級，為了繼續跟隨徐磊而特地從資處三丙轉到觀三甲。 但作為留級加轉班的插入生，與觀三甲的其他學生存在的嚴重代溝。在最初全班都不信服徐磊的時候，是唯一還站在老師這邊的學生。 韓兆傑女友。 | 62-105                     | |
| 郭鐵人              | 雷湘南 （鐵人）  | 性格衝動，脾氣倔強，入學以來便時常與老師爭吵或是與同學打架，不但記過、申誡、警告皆為數不少，光是寫過的悔過書就多達一百多張。 另一方面，有著喜好交友且重情義的一面，朋友有難時總時會替其打報不平。但有過因為要幫朋友談判卻遲到，造成演變成械鬥後朋友身亡，對此一直感到自責。 對唐可伶有好感，在她受格格欺負時出面關懷。但因為介意他人的看法而不敢表白，後來才在駭客的勸說下放開堅持接近可伶，兩人成為情侶，直到可伶全家移民南非，兩人才不得已的分別。對於可伶的離開一直感到很難過，後因有小孟的安慰才平復情緒，於是成為小孟的男友。           | 62-105                     | 當時以本名郭定文演出。 該角色原定姚元浩飾演（第61集播映之下集預告），正式播映時即換為郭鐵人。                   |
| 林佑威              | 姜宇倫 （駭客）  | 長相與去年資處三丙的孫佑威極為相似，一開始被小曼誤認，然而截然不同的性格卻也讓人立刻感受到差異。 電腦高手，利用駭客技術入侵學校電腦，不但竊取到老師們的個人資料，還竄改過整個觀三甲的成績。 然而也因為過人的智慧，讓他自視甚高，不願聽從老師。當因為竄改成績的事讓他被徐磊盯上時，便認為受到挑釁而使用各種手段惡整對方。然而，在與蝌蚪一同到後山中設置要對付徐磊的陷阱時卻不小心遇難，反而被擔心他們的徐磊所救。事後，駭客收起了對徐磊的敵意，還主動再入侵學校電腦，將成績改回原樣。 趙旻萱男友。 後期移民美國，並藉其專業幫美國攻打阿富汗。 | 62-76                      | |
| 潘瑋柏              | 韓兆傑 （Money） | 家境極為富裕的富家子弟，長相又十分清秀，全校女生的夢中情人。 平時總是用金錢解決所有事物，加上父母也幾乎不在家管教他，養成了目中無人的性格。徐磊則藉由諷刺他只仗著家裡有錢，誘使他打賭要一整天只靠自己的力量生活，而輸的人便要脫褲子跑三圈操場。而他雖然成功撐過一天並贏得賭局，卻得知徐磊實際上在暗中保護他，於是自願撤銷賭注，日後對徐磊的態度也逐漸軟化。 由於在與徐磊打賭的過程中有受到小曼的幫助，於是兩人的關係便變得越來越好，之後成為陸小曼的第二任男友。 韓志中的堂弟。                                                              | 62-91,93-105,137(電話聲音) | |
| 張善為              | 柯志明 （蝌蚪）  | 沒什麼特長，卻又對自己有莫名的自信。處處占別人的便宜，有問題時又常常推卸責任，是個總在耍無賴的人。直到有次因為做了太過火而惹火所有朋友，被徐磊開導後才知道不該將朋友的幫助視為理所當然，性格開始有所收斂。 遲到慣犯，還常常會帶違禁品到校，讓他總被主任逮的正著。 吉娜男友兼經紀人，夢想常常換。 有一次抓住搶劫犯卻被別人說是朱牧，可是怎麼說就是沒人相信，直到徐磊幫助找到真相後，才知道自己的潛能。 | 62-105                     | |
| 張雲喬 ↓ 後藤希美子 | 趙旻萱 （格格）  | 趙校董的女兒，經常利用這層關係去對老師施壓，即便是嚴厲的黃中興主任也對她莫可奈何。 然而過於強勢的個性，讓她在班上不得人緣。最初在班上能稱得上摯友的也只有唐可伶一人，但因為可伶與小曼交流而心生不滿，轉而欺負她，最後還鬧到連其他同學都看不下去，後來是徐磊藉由在旁刺激兩人吐露彼此的真心話之後才和好。 姜宇倫女友。 葉小彤的表姊。 暗戀沈讓。 曾跟陳浩之短暫交往過。 | 62-95,97,99,101-105        | 前2集由張雲喬飾演，之後為後藤希美子。 後藤希美子曾在第一代客串後藤希美子一角。 後藤希美子在第三代分飾祁玲一角。 |
| 林利霏              | 吉 娜 （Gina）   | 來自新加坡，柯志明女友。 想當藝人，卻被人騙財，後來想學鋼琴。 是太平洋某島國的公主，後來放棄當公主。 | 73-93,95-104               | |
| 安以軒              | 唐可伶           | 性格和善的少女。在觀三甲的問題學生中，是屬於少數能明辨是非的學生。但因為生於單親家庭，至小就常被人嘲笑沒有父親，而母親也總教導她面對這些嘲笑只要隱忍就好，所以養成了壓抑主見的性格。最終作為團體的一員而不敢表達於他人不同的意見，只好隨波逐流的跟著同學們一起胡鬧。 在被趙旻萱欺負的時候被雷湘南所安慰，後來成為他的初任女友。直到後來全家移民南非，才與不得已的鐵人分離。 | 62-68,70-71,73(回憶)       | 當時以本名吳玟靜演出。                                                                                          |
| 范筱梵              | 楚孟倩 （小孟）  | 雷湘南第二任女友，正義感十足，只要被師長罵就會以出去玩來發洩。 會打撞球，蝌蚪替她取「濱崎三百步」這個封號。 | 84-104                     | |

#### 其他
| 演員   | 角色            | 角色介紹 | 備註                                     |
| 柯慈輝 | 朱 牧           | 本學年度留級。 被別人誤認為是抓匪小英雄。 後來因拍八點檔大戲《混血兒奮鬥記》而休學。 | 柯慈輝是本劇執行製作，在劇中客串了幾集。 |
| 王 健  | 朱建橋 （賭俠） | 原資處三丙的畢業生，小曼的原男友。卻在小曼即欲找尋校慶舞會的舞伴時傳簡訊給小曼，說他畢業後受到一位大師度化出家，要忘棄紅塵俗事，而與小曼分手。 然而，不久後卻又因為太思念小曼，而被大師說因他塵緣未了，要他還俗。後以校友身分回學校探訪，想要和小曼復合，但卻被拒絕。最終還是祝福著小曼。 |                                          |
| -      | 林美穗          | 第71集轉進光啟高中，很有異性緣。 已經轉學28次，光啟高中是她的第29所學校。 仿照古代"比武招親"方式舉辦"比武招愛"，第一名的人可以跟她交往，最後姜宇倫(駭客)勝出，跟姜宇倫(駭客)說到她是為了看男生為了她打架才這麼做，而且已經看29次，覺得很有趣，最後姜宇倫(駭客)把她訓了一頓後離開。        |                                          |
| 羅志祥 | 余志祥          | 第72集轉進光啟高中。 |                                          |
| 彭曉彤 | 魔球皇后        | 和小孟同為地下撞球間的美少女好手。 身邊總是圍繞許多男性球友，讓小孟很是忌妒。 | 彭曉彤在第三代正式演出葉小彤一角。       |
| 大炳   | 仔 仔           | 自閉兒、數理天才。 喜愛吃麵包。 |                                          |
| 劉濟民 | 陳浩之 （浩子） | 萬人美的外甥。 曾跟趙旻萱短暫交往過。 後因骨癌末期而過世。 |                                          |
| 吳奇鴻 | 黄力特          | |                                          |
| 林立雯 | 藍郁茜 （小茜） | 韓兆傑的相親對象。 |                                          |
| 蘇永康 | 蘇小康          | 電腦高手。 |                                          |
| 陳德烈 | 美國學生        | 傑夫老師的學生，隨傑夫老師來台進行交流，在光啟高中進行籃球比賽。 | 陳德烈在第三代正式演出郝得烈一角。       |
| 陳熙鋒 | 美國學生        | 傑夫老師的學生，隨傑夫老師來台進行交流，在光啟高中進行籃球比賽。 | 當時以本名陳躍虎演出。                   |
| 張兆志 | 兆 志           | 為了幫助正雄追趙旻萱(格格)，而混進光啟高中。 |                                          |
| 周正雄 | 正 雄           | 因為喜歡趙旻萱(格格)，而和兆志一起混進光啟高中。 |                                          |

### 第三代
- 班級：國貿三乙（國際貿易科三年乙班）
- 登場集數：《麻辣鮮師》106～155集
- 播出日期：2002年6月29日 - 2003年6月21日

#### 主要
| 演員     | 角色            | 角色介紹 | 登場集數                        | 備註                                                 |
| 杜詩梅   | 陸小曼          | 本學年度再次留級，為了繼續跟隨徐磊而再度轉班到國貿三乙。 畢業後買下學校福利社的經營權。 | 106-155                         |                                                      |
| 郭鐵人   | 雷湘南 （鐵人） | 本學年度留級，為了跟隨徐磊而與小曼一樣轉班到國貿三乙。 閻心怡男友。 畢業後重考。 | 106-155                         | 當時以本名郭定文演出。                               |
| 金剛     | 錢信樵 （金剛） | 滿腦鬼點子，視錢如命。 家中經營民宿。 自己開設服飾店，但因為要獨自顧店而經常缺課，後在徐磊勸導下回歸正常校園生活，並把服飾店交給家人管理。 畢業後跟張賢標一起報考軍校，目的是要追軍校的女生。 | 106-141,143-150,152-155         | 初期以本名李信樵演出，後因飾演此角而把藝名改為金剛。 |
| 楊一展   | 楊 展 (Jungle)  | 初期跟葉小彤交往過，後來分手。 畢業後跟安薇薇交往，當演員。 感情豐富，很愛哭。 | 106-153, 155                    | 當時以本名楊家丞演出。                               |
| 陳德烈   | 郝得烈 (Funky)  | 家中經營餐廳，廚藝不錯。 曾跟楊展一起追葉小彤，後來葉小彤選擇楊展而放棄 對陸小曼有好感，曾送情書給她，但並未正式交往 之後淡出劇情，劇情未交代去向                                             | 106-121,123-125,127-132,134,136 | 陳德烈曾在第二代客串美國學生 一角。                  |
| 彭曉彤   | 葉小彤          | 葉校董的女兒，曾短暫擔任代理校董，暫代父親的職務。 趙旻萱 (格格) 的表妹。 郝得烈跟楊展同時追求她，後來選擇楊展，最後分手。 137集後赴日留學                                                    | 106-136                         | 彭曉彤曾在第二代客串撞球美女 一角。                  |
| 鍾欣怡   | 閻心怡 （小柔） | 父親早逝、母親離家，由爺爺扶養長大。家裡開柔道館。 雷湘南第三任女友。 鞏皓的姊姊。 畢業後因柔道優異而保送南部的某國立大學。                                                                   | 106-155                         |                                                      |
| 鄭安倫   | 許安倫          | 第121集轉進光啟高中，但幾集後就消失，劇情未交代去向。 成績優異的她，始終活在父母親的壓力及姐姐的陰影下。                                                                                      | 121-125                         |                                                      |
| 許孟哲   | 李孟哲          | 留級生，第125集轉進光啟高中，但幾集後就消失，劇情未交代去向。 | 125-128,132-133,135             |                                                      |
| 霍建華   | 霍建齊          | 第137集轉進光啟高中。 安薇薇失散多年的哥哥，安薇薇在第155集公開和阿齊的檢驗報告，證明是親兄妹。                                                                                               | 137-146,149,151                 |                                                      |
| 邱薰淇   | 安薇薇 (Vivian) | 第138集轉進光啟高中。 主要是為了找哥哥，霍建齊失散多年的妹妹，於第138集與霍建齊相認。 畢業後跟楊展交往，從事汽車推銷員。                                                                      | 138-155                         |                                                      |
| 增山裕紀 | 張賢標 （阿標） | 第145集轉進光啟高中。 家裡經營廟宇。父親是乩童，因為怕同學會因為父親的職業而嘲笑他，因此苦練英文，並在同學面前假裝自己是ABC。 畢業後跟金剛一起報考軍校，目的是要追軍校的女生。                | 145-155                         | 當時以藝名Yuki演出。                                 |

#### 其他
| 演員       | 角色            | 角色介紹 | 備註                     |
| 許瑋倫     | 許瑋瑋          | 喜歡霍建齊，為了跟他在一起從墾丁轉到光啟高中。 後來全家移民到中國大陸上海。 |                          |
| 陳瑀希     | 藍 藍           | |                          |
| 隋 棠      | 學 生           | 女學生，金剛暗戀的對象。 |                          |
| 錢柏渝     | 凱 莉           | | 當時以前藝名柏妍安演出。 |
| 小 馬      | 馬國源          | 個性暴躁的轉學生。 |                          |
| -          | 龔 皓           | 閻心怡 (小柔) 的弟弟。 |                          |
| -          | 王月晴          | 原國貿三乙學生，後來轉學離開。疑似得到SARS，導致跟她接觸過的雷湘南(鐵人)、錢信樵(金剛)、楊展(Jungle)、張賢標(阿標)、陸小曼、閻心怡 (小柔)、安薇薇(Vivian)差點被隔離，後來證實只是感冒。 |                          |
| 後藤希美子 | 趙旻萱 （格格） | 因徐磊遭表妹小彤陷害而被停職，說服父親 (校董) 讓徐磊回學校。 |                          |

### 第四代
- 班級：暑期特別輔導班（綜合高中暑期特別輔導班）
- 登場集數：《新麻辣鮮師》1～25集
- 播出日期：2003年6月30日 - 2003年9月29日

#### 主要
| 演員   | 角色            | 角色介紹 | 登場集數         | 備註                            |
| 胡安安 | 明日香          | 明日嬌的姊姊。人人嘲笑的苦旦，家境清寒個性樂觀積極向上，但在反應永遠慢半拍，人際關係具親和力是大家的好朋友。 對徐磊有好感。 家境清寒，但活潑開朗。 第3集後知道徐磊是老師，還是把徐磊當成好友。 | 新麻辣鮮師：1-25 | 當時以舊名許安安演出。          |
| 吳美盈 | 夏 天           | 明日香的朋友。道地台灣品味的一級花癡美少女。結交遍及十二星座不同血型組合的男友，每談戀愛就陷入超級迷信的情緒中，男友只要說我愛你就是分手的時候。 對徐磊也有好感。 第3集後知道徐磊是老師，還是把徐磊當成好友。 想跟徐磊當作男女朋友 | 新麻辣鮮師：1-25 |                                 |
| 吳懷中 | 游富貴 （油條） | 自幼成長在孤兒院，個性機靈善變不斷編織美麗的謊言，編照不同背景，掩飾自己不安的情緒。 第2集因徐磊打校長所以把徐磊當成好友。 第3集後知道徐磊是老師，所以把徐磊當成敵人。 跟榮孝祖、南哥、太保、胡敏兒聯手與徐磊作對。 | 新麻辣鮮師：1-8  |                                 |
| 楊季霖 | 榮孝祖          | 劇校的退學生，總認為自己是「臥虎藏龍李慕白」與「駭客任務基諾李維」的綜合體。身手矯健風流瀟灑，但是心機深重。有一個破碎的家庭背景父親應因為家暴毆傷母親而入獄，最痛恨男生欺負女生。 本來與死神飆車，後來徐磊和黃中興擔心學生安危，就把死神打昏，讓徐磊與他比賽。 第2集因徐磊打校長所以把徐磊當成好友。 第3集後知道徐磊是老師，所以把徐磊當成敵人。 跟油條、南哥、太保、胡敏兒聯手與徐磊作對。 | 新麻辣鮮師：1-25 |                                 |
| 戴恩杰 | 柯南國 （南哥） | 思路清楚的數學高手，因為善長運用機率與人性貪婪的缺點，玩弄小聰明。看來是個領袖人物，實際上卻是個「俗辣」。 第2集因徐磊打校長所以把徐磊當成好友。 第3集後知道徐磊是老師，所以把徐磊當成敵人。 跟榮孝祖、油條、太保、胡敏兒聯手與徐磊作對。 | 新麻辣鮮師：1-25 |                                 |
| 林埈永 | 韓家寶 （太保） | 周俊三的兒子。心智的缺陷，無法接受完美的事和物，觀念上任事情皆有缺點，反應直接而衝動，是大家頭痛的問題人物。 第2集因徐磊打校長所以徐磊當成好友。 第3集後知道徐磊是老師，所以把徐磊當成敵人。 跟油條、南哥、胡敏兒、榮孝祖聯手與徐磊作對。 | 新麻辣鮮師：1-25 |                                 |
| 柯雅馨 | 胡敏兒          | 韓式作風的野蠻泡菜女、擅整人。一旦碰到壞男生時，情緒爆發一女當關痛整薄情漢，無人能夠倖免。認為天下老師一般黑。 跟油條、南哥、太保、榮孝祖聯手與徐磊作對。 結訓後在新學年度被分發到〈綜三八〉班級 (第五代)。 | 新麻辣鮮師：1-25 | 柯雅馨曾在第三代客串小美 一角。 |

#### 其他
| 演員   | 角色  | 角色介紹 | 備註 |
| 艾莉絲 | 小 妍 |          |      |
| 汪東城 | 桑 田 |          |      |
| 李喆翔 | 阿 翔 |          |      |
| 李筱喬 | 筱 喬 |          |      |

### 第五代
- 班級：綜三八（綜合高中三年八班）
- 登場集數：《新麻辣鮮師》26～29集 +《麻辣學園妙鮮師》1～14集
- 播出日期：2003年10月6日 - 2004年2月14日

#### 主要
| 演員   | 角色            | 角色介紹                                                                                  | 登場集數                                    | 備註                            |
| 孔令奇 | 孔家飛 （摩卡） | 班長。 曾去美國當交換生。 初期因在美國當交換生未回國，直到《麻辣學園妙鮮師》第1集才登場。 | 麻辣學園妙鮮師：1-12                        |                                 |
| 莎 莎  | 鍾乃菁 （奶精） | 副班長。 夢想就是和摩卡結婚，個性溫柔。                                                   | 新麻辣鮮師：26-29 麻辣學園妙鮮師：1-14      | 當時以本名鍾欣愉演出。          |
| 柯雅馨 | 胡敏兒          | 風紀股長。 原為暑期班 (第四代) 學生，從暑期班結訓後，在新學年度分發到本班。               | 新麻辣鮮師：26-29 麻辣學園妙鮮師：1-12      | 柯雅馨曾在第三代客串小美 一角。 |
| 李喆翔 | 費 翔           | 學藝股長。 書生型男孩。                                                                   | 新麻辣鮮師：26-29 麻辣學園妙鮮師：1-14      | 李喆翔曾在第四代客串阿翔 一角。 |
| 趙宇綺 | 趙美美          | 總務股長。 沒有數字觀念的迷糊蟲，家境富裕。                                               | 新麻辣鮮師：26-29 麻辣學園妙鮮師：1-8,11-12 |                                 |
| 阿 丹  | 張大器          | 衛生股長。 個性大而化之 (白爛)，衛生觀念極差。                                            | 新麻辣鮮師：26-29 麻辣學園妙鮮師：1-14      | 當時以本名顧瀚畇演出。          |
| 王立昌 | 喬真寶          | 康樂股長。 神經，冒冒失失，像個過動兒。                                                   | 新麻辣鮮師：26-29 麻辣學園妙鮮師：1-14      |                                 |

#### 其他
| 演員     | 角色            | 角色介紹               | 登場集數                       | 備註 |
| 羅巧倫   | 秦速藍          |                        |                                |      |
| 王 健    | 朱建橋 （賭俠） | 以校友身分回學校探訪。 |                                |      |
| 林芷萱   | SARA            |                        | 麻辣學園妙鮮師：13-14          |      |
| 張世賢   | 世 賢           |                        | 麻辣學園妙鮮師：13-14          |      |
| 王欣逸   | 小ㄠ            | 小搗蛋                 | 麻辣學園妙鮮師：3-4,9-10,13-14 |      |
| 瑪格麗特 |                 | 美國志工老師，喜歡徐磊 | 麻辣學園妙鮮師：9-10           |      |
| 黃柏鈞   | Denny           |                        | 麻辣學園妙鮮師：11-14          |      |
| 莊奕駿   | 馬克            |                        | 麻辣學園妙鮮師：7-10           |      |
| 高麗虹   | 敏兒媽          |                        | 麻辣學園妙鮮師：7-8            |      |
| 夏靖庭   | 蘇發條          |                        | 麻辣學園妙鮮師：1-2            |      |
| 律夢柔   | Cany            |                        | 麻辣學園妙鮮師：3-4            |      |
| 許瓊云   | 芭比            |                        | 麻辣學園妙鮮師：9-10           |      |
| 林光榮   | 大狗            |                        | 麻辣學園妙鮮師：11-12          |      |
| 楊裕盛   | 小狗            |                        | 麻辣學園妙鮮師：11-12          |      |

## 其他客串角色

### 第一代
| 演員   | 角色   | 角色介紹 | 備註 |
| 管謹宗 | 薇馨父 | 莊薇馨 (小丸子) 的父親。 |      |
| 管恩琪 | 薇馨母 | 莊薇馨 (小丸子) 的母親。 |      |
| 耿慧珠 | 宗翰母 | 林宗翰 (Yahoo) 的母親。 |      |
| 趙正平 | 山 狗  | 地痞流氓，與洪明龍 (暴龍) 有過節。 |      |
| 陳霆   | 曾志士 | 體育老師。 |      |
| 林祖恩 | 周浩凱 | 周定遙 (龐德) 的父親。 |      |
| 陳 誼  | 李秀美 | 周定遙 (龐德) 的母親。 |      |
| 施羽   | 林義宏 | 萬老師初任男友，貿易公司小開，但其實身份是偽造的，後因為偷拍凱欣與布丁妹換裝被徐磊抓到，移送法辦，可是為了不讓萬老師傷心，欺騙萬老師說去美國 |      |
| 劉克勉 | 曹 父  | 曹智高的父親。 |      |
| 九 孔  | 偷渡客 | 躲在光啟高中裡的偷渡客，被眾人當成鬼。 |      |
| 黃仲裕 | 揚哥   | 黑道大哥。 |      |
| 伊 正  | 方慕塵 | 夏令營導師。 |      |
| 羅彩麗 | 何雨潔 | 夏令營導師。 方慕塵的未婚妻，因方慕塵對婚姻有恐懼，一直避不見面，雨潔追尋至方慕塵任職的夏令營，要男方給一個交代。 |      |
| 比 莉  | 磊 媽  | 徐磊的母親。 |      |
| 林秀君 | 露華   | 于盼盼的母親，以人工受精的方式生下盼盼。 |      |
| 班鐵翔 | 康金寶 | 當紅電視主持人。 于盼盼的乾爹。 年輕時捐過精子，因此在精子銀行裡留下紀錄，後來于盼盼想尋找生父，便查證精子銀行的資料，但因資料年代久遠，記錄不準確，使盼盼誤以為康金寶就是自己的親生父親並前來認親，康金寶也因此一度誤以為盼盼是自己的親生女兒，後來查明是烏龍一場，康金寶最後收盼盼為乾女兒。 |      |
| 漢 寶  | 小豆子 | 八歲男童，因父親酗酒失業，母親又發生意外摔傷變植物人，要扛下養家的責任而被迫輟學。某日在街上賣口香糖時遇到徐磊和童雅容，在好奇心驅使下尾隨兩人而誤闖光啟高中，學校師生得知他的苦況後協助他取得社福單位的幫助。                                                                             |      |
| 言承旭 | 石 安  | 當紅偶像歌手，綽號「安公子」，長相與洪明龍 (暴龍) 極為相似，因厭倦偶像歌手的生活而與暴龍互換身分，最後發現自己還是最喜歡唱歌而恢復原來的身分。 |      |
| 賈中良 | 金紀仁 | 石安的經紀人。 |      |
| 賈欣惠 | 童雅芬 | 童雅容的雙胞胎妹妹。 |      |
| 王 莉  | 萬國琪 | 萬人美的母親。 一開始以為老趙是校長。 對黃中興的第一印象不好。 |      |
| 萬鴻貴 | 建橋父 | 朱建橋 (賭俠) 的父親。 因為跟地下錢莊借錢無力償還，一度避居南部，後來賺大錢還清債務。 |      |
| 李佳珍 | 建橋母 | 朱建橋 (賭俠) 的母親。 |      |
| 侯湘婷 | 婷 婷  | 陸小曼的表妹。 |      |
| 成潤   | Nick   | 小曼在餐廳打工的領班。 |      |
| 王識賢 | 王識賢 | 足球教練。 |      |

### 第二代
| 演員     | 角色             | 角色介紹 | 備註 |
| 謝承均   | 沈 讓            | 粗獷大學生，酒保。趙旻萱 (格格) 暗戀對象。 |      |
| 千田愛紗 | 小 愛            | 趙旻萱 (格格) 的表妹。 常讓接近她的男生倒大楣，除了韓兆傑(Money)。                                                                                               |      |
| 蕭 穎    | 小魔鬼           | 想得到柯志明 (蝌蚪) 靈魂的惡魔，後來打消了主意。 |      |
| 唐志中   | 韓志中           | 韓兆傑 (Money) 的堂哥。 |      |
| 莊心輔   | Michael          | 韓兆傑 (Money) 的表哥。 有嗜睡症。 |      |
| 郭品超   | 俊 為            | 吉娜前男友，從國外回台灣時，帶著現任女友找吉娜在餐館喝咖啡。 |      |
| 王俐人   | 錄影帶店員       | 蝌蚪初期喜歡的對象。 |      |
| 高盟傑   | 網路遊戲公會成員 | 柯志明(蝌蚪)、雷湘南(鐵人)、韓兆傑(Money)在網路遊戲中結怨。 在現實中用卑鄙手段逼柯志明(蝌蚪)、雷湘南(鐵人)、韓兆傑(Money)交出網路遊戲裡面的城市。 後來兩方和好。 |      |

### 第三代
| 演員   | 角色           | 角色介紹 | 備註                                   |
| 孫協志 | 阿 志          | 李孟哲轉學到光啟高中之前的舊同學。 |                                        |
| 王仁甫 | 阿 仁          | 李孟哲轉學到光啟高中之前的舊同學。 |                                        |
| 王少偉 | 小 偉          | 李孟哲轉學到光啟高中之前的舊同學。 | 當時以舊名王紹偉演出。                 |
| 明 道  | 大 明          | 李孟哲轉學到光啟高中之前的舊同學。 |                                        |
| 吳中天 | 郭建中         | 追求許安倫。 |                                        |
| 陳為民 | 閻爺爺         | 閻心怡 (小柔) 的爺爺。 兒子早逝、媳婦離家，故獨自扶養孫女小柔。 柔道館館主兼教練。 |                                        |
| 王 莉  | 萬國琪         | 萬人美的母親。 黃中興的岳母。 |                                        |
| 李亮瑾 | 如 花          | 錢信樵 (金剛) 的女網友。 追求郭建中。 |                                        |
| 葉民志 | 孔 佈          | 黃中興和萬人美以前的老師。 自稱是孔子第70代旁系子孫。 |                                        |
| 葉 華  | 黃 靈          | 黃蓉的妹妹。 喜歡錢信樵 (金剛)。 |                                        |
| 胡 鈞  | 張爸爸         | 張賢標的爸爸，是個乩童。 家裡開神壇，對外稱自己是張賢標的師父。 |                                        |
| 張立威 | 大個子不良少年 | 跳八家將的，帶四名小弟逼張賢標(阿標)家的神壇關門，並跟國貿三乙學生發生衝突。 |                                        |
| 魏文良 | 黑先生         | 曾是某黑道大哥，阿仁、老貓、鐵頭的老大。 後來退出江湖，改當推銷員，推銷碎紙機。 |                                        |
| 林正立 | 阿 仁          | 曾是徐磊的學生，黑先生的小弟。 黑先生叫閻心怡 (小柔) 幫他接電話，誤以為是叫閻心怡接他老大的位置。 後來在一位老婆婆的水果店幫忙。                                                                                                   |                                        |
| 陳清達 | 老 貓          | 黑先生的小弟。 黑先生叫閻心怡 (小柔) 幫他接電話，誤以為是叫閻心怡接他老大的位置。 後來在一位老婆婆的水果店幫忙。 |                                        |
| 陳萬號 | 鐵 頭          | 黑先生的小弟。 黑先生叫閻心怡 (小柔) 幫他接電話，誤以為是叫閻心怡接他老大的位置。 後來在一位老婆婆的水果店幫忙。 |                                        |
| 林正立 | －             | 祁玲校長找來裝成變態測試光啟高中師生的人。 |                                        |
| 田豐   | 伍將軍         | 霍建齊照顧過的一個獨居老人。 玩撲克牌很會猜牌。 以前當兵打過仗，後來雙目失明，認為這是自己在戰場殺了很多人的報應。 霍建齊被戴義周誤會的時候幫助霍建齊。 後來去美國探望兒子，臨走前用錄音帶留言跟霍建齊說明及道謝，並說“有你真好”。 |                                        |
| 柯雅馨 | 小 美          | 安薇薇的國中同學。 跟弟弟一起被趕出家門，之後跟弟弟一起生活。 做過援交。 喜歡楊展 (Jungle)。 後來回學校唸書。 | 柯雅馨在第四～五代正式演出胡敏兒一角。 |
| 魏文良 | 許 父          | 許安倫的父親。 |                                        |

### 第四代
| 演員   | 角色   | 角色介紹                                                                                                   | 備註 |
| 劉容嘉 | 明日嬌 | 明日香的妹妹。 意外拿到流氓的獎劵。                                                                        |      |
| 萬鴻貴 | 流 氓  | 芭樂的老大。 意外中獎一百萬。 帶小弟來台北玩，但彩劵卻掉到明日嬌的袋子裡。 想找到明日嬌。 想學都市人生活。 |      |
| 郭力夫 | 芭 樂  | 流氓的小弟。                                                                                               |      |
| 管謹宗 | 老 廣  | |      |
| 李淑楨 | 素 蘭  | |      |
| 謝曜仲 | 滄 海  | |      |
| 胡晴喆 | 輝     | |      |
| 沈韶姮 | 明 美  | |      |
| 林裕書 | 林裕書 | 前籃球隊隊員。 周俊三、熊仁正的隊友。                                                                      |      |
| 熊仁正 | 熊仁正 | 前籃球隊隊員。 周俊三、林裕書的隊友。                                                                      |      |

### 第五代
| 演員   | 角色   | 角色介紹                           | 備註 |
| 彭曉彤 | 彭曉彤 | 偶像明星，母親為賣甜不辣的老闆娘。 |      |